# Höjdkurva
Höjdkurvor är nivåkurvor (linjer) på en karta. De används för att visa förändring i höjd över kartområdet. Mellan varje höjdkurva är en viss höjdskillnad som avgörs av kartans ekvidistans.  Om det är otydligt åt vilket håll höjdförändringen är brukar man rita ut små lutningsstreck vinkelrätt mot höjdkurvan åt det håll som är neråt (i backen). 
En nivåkurva på en karta dras genom punkter som är på samma höjd över ett visst grundplan (nollplan), eller havsytan. Nivåkurvors införande på en karta är bland de tydligaste sätten att åskådliggöra en trakts eller ett lands höjdförhållanden. Nivåkartan är desto fullständigare ju tätare kurvorna är inlagda eller ju mindre ekvidistansen är. Är en nivåkurva inlagd för varje meter i höjdled, så är ekvidistansen 1 meter. Vid en nivåkartas upprättande är det av vikt att iaktta nivåkurvornas natur, så att kartan inte på något sätt är orimlig. Så kan till exempel en nivåkurva inte dela sig i två grenar, ej plötsligt sluta utan att ha någon fortsättning och så vidare. Enklast och lättast har man att förstå dessa förhållanden, om man tänker sig nivåkurvan vara den nya sjöstrand, som skulle uppkomma, om vattnet i havet steg ett visst antal meter. Tänker man sig sålunda sjöstranden vid normalt vattenstånd som nollkurva, så är 5-meters-kurvan den nya sjöstrand, som skulle uppkomma, om vattnet steg 5 meter. Då en sjöstrand inte kan grena sig, två sjöstränder inte kan skära varandra, kan inte heller nivåkurvor göra så. Nivåkartor har stor användning för tekniska och geografiska med flera behov.

## Höjdkurvor på orienteringskartor

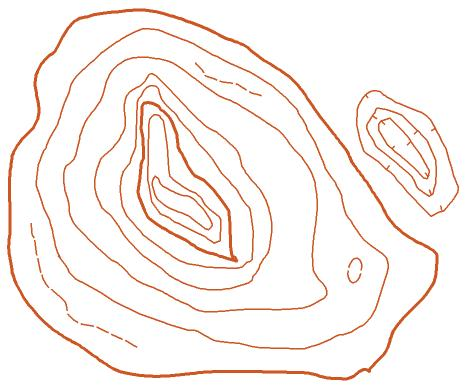
Höjdkurvor på en orienteringskarta. Till vänster en kulle med totalt 40 meters stigning. Till höger en grop vilket anges av lutningsstrecken som pekar inåt. Var femte höjdkurva på kartan är tjockare, s.k stödkurva och på två ställen är hjälpkurvor (streckade) utritade för att visa höjdförändringen mer detaljerat.

För orienteringskartor är det normalt med en ekvidistans mellan 2,5-5 meter. Normalt används 5 meter, och 2,5 m i flack terräng. I stockholmsregionen används ofta ekvidistansen 4 meter. Höjdkurvorna är bruna och var femte höjdkurva är tjockare än de andra för att man lätt ska kunna räkna stigning över många höjdkurvor. Dessa kurvor kallas stödkurvor. För att visa mer detaljerat hur höjdnivån ändras mellan två höjdkurvor används hjälpkurvor. Dessa är streckade linjer och mellan en vanlig höjdkurva och en hjälpkurva är hälften så stor höjdförändring som ekvidistansen. Hjälpkurvor används sparsamt.